# Ilybius guttiger
Ilybius guttiger là một loài bọ cánh cứng trong họ Bọ nước. Loài này được Gyllenhal miêu tả khoa học năm 1808.

## Hình ảnh

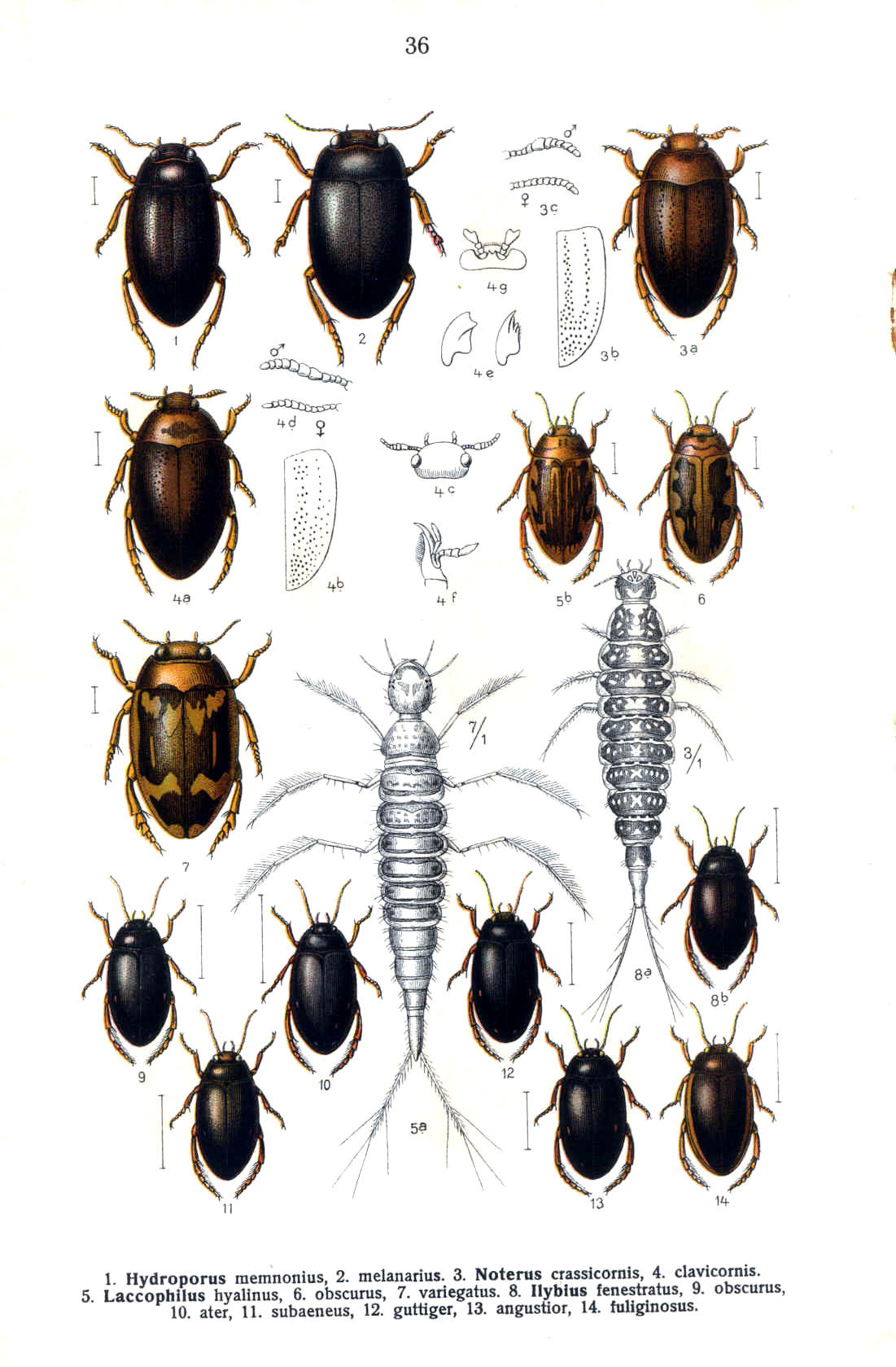